# Gerd Wessig

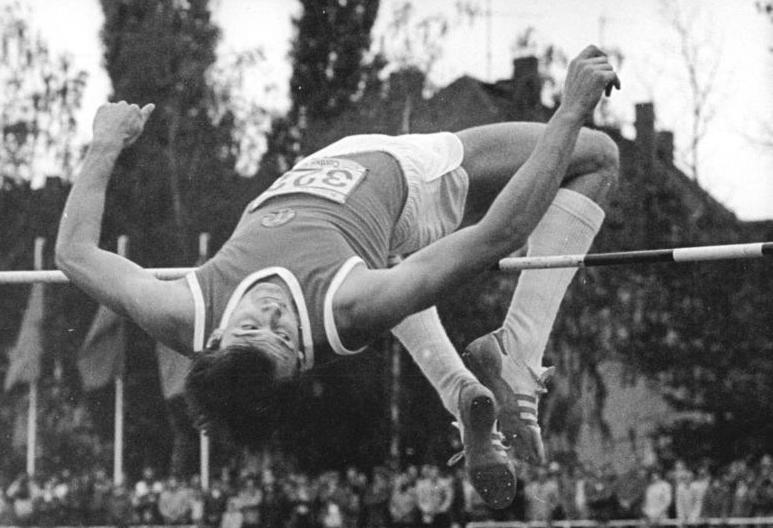
Gerd Wessig, 1980

Gerd Wessig (* 16. Juli 1959 in Lübz) ist ein deutscher Leichtathlet, der – für die DDR startend – 1980 Olympiasieger im Hochsprung wurde.

## Leben
Er wurde 1979 DDR-Vizemeister. 1980 wurde er mit persönlicher Bestleistung von 2,30 m überraschend kurz vor den Olympischen Spielen DDR-Meister und wurde daraufhin nachträglich für die DDR-Mannschaft nominiert. Bei den Olympischen Spielen in Moskau gehörte er damit zwar zum erweiterten Favoritenkreis, dass er jedoch mit 2,36 m nicht nur die Goldmedaille gewann, sondern auch einen neuen Weltrekord aufstellte, galt als Sensation. Er war damit der erste Hochspringer, der bei Olympischen Spielen den Hochsprung-Weltrekord verbessern konnte. Silbermedaillengewinner wurde der bisherige Weltrekordler Jacek Wszoła aus Polen.

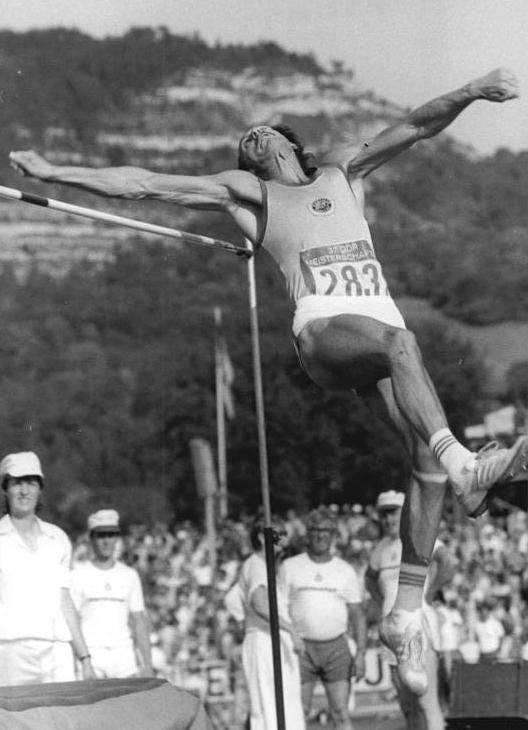
Bei den DDR-Meisterschaften 1986

Nach den Olympischen Spielen versuchte er sich als Zehnkämpfer (Bestleistung: 8015 Punkte, 23. Mai 1983 in Neubrandenburg; entspricht 7974 Punkten nach der ab 1985 gültigen Tabelle), wandte sich jedoch auf Grund häufiger Verletzungen wieder dem Hochsprung zu. 1985 wurde er Europacup-Zweiter, 1986 erreichte er bei den Europameisterschaften in Stuttgart Platz sieben, 1984, 1985, 1986, 1988 und 1989 wurde er DDR-Meister.
Gerd Wessig war in seiner aktiven Zeit 2,01 m groß und 88 kg schwer und startete für den SC Traktor Schwerin; trainiert wurde er von Bernd Jahn. In den nach der Wende öffentlich gewordenen Unterlagen zum Staatsdoping in der DDR fand sich bei den gedopten Sportlern auch der Name von Wessig.
Wessig besuchte die John-Brinckman-Schule in Goldberg und absolvierte eine Ausbildung zum Koch und ein Fernstudium zum Heimerzieher. Seit dem Ende seiner aktiven Laufbahn betreibt er in Lübstorf-Rugensee (Mecklenburg-Vorpommern) ein Unternehmen, das Sportgeräte, Sport- und Freizeitanlagen sowie Park- und Gartenanlagen vertreibt. Beim Schweriner SC wurde er Leiter der Leichtathletikabteilung. Er heiratete die Weitspringerin Christine Schima (Bestleistung: 6,96 m, 1984; Platz sieben bei den Leichtathletik-Europameisterschaften 1982), der Sohn Daniel Wessig war deutscher Junioren-Nationalspieler im Handball.